# Cochemiea thomasii
Cochemiea thomasii es una especie de planta suculenta perteneciente al género Cochemiea, dentro de la familia Cactaceae. Es endémica del noreste de México (concretamente del estado de Sinaloa) y anteriormente se le conocía como Mammillaria thomasii.

## Descripción
Cochemiea thomasii es una especie de cactus que crece formando grandes y delgados racimos de tallos cilíndricos y colgantes que llegan a medir hasta 60 cm de largo y de 3,5 a 5 cm de diámetro. Inicialmente se ramifica desde la base, y más tarde también lo hace lateralmente desde los tallos. Al principio los brotes son erectos, pero luego se vuelven rastreros por el suelo o colgantes y tienen las raíces fibrosas y extendidas. 

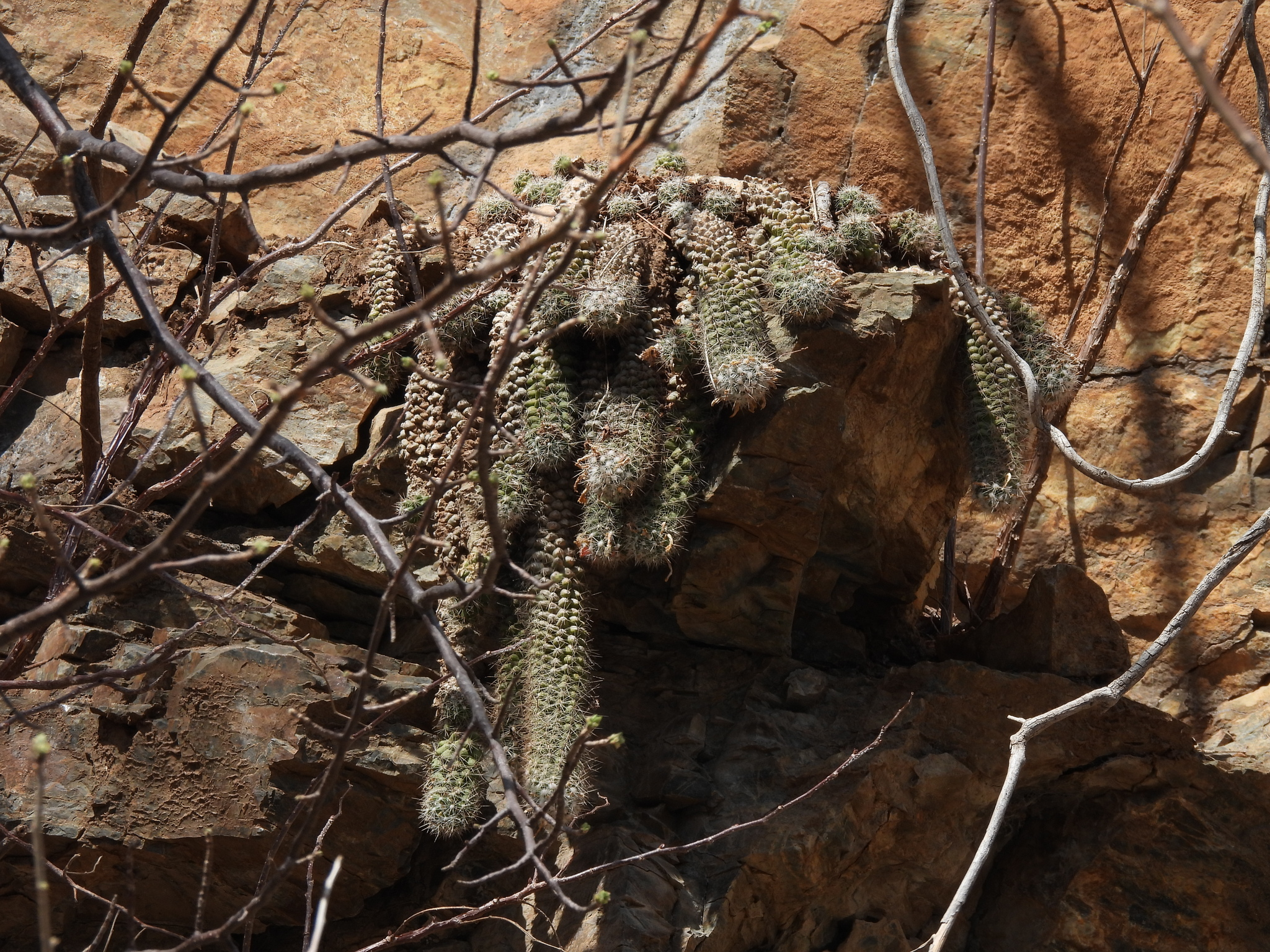
Tallos colgantes

Los tallos están cubiertos de tubérculos cónicos, redondeados en el ápice, dispuestos en espiral, no producen savia lechosa (látex) y poseen axilas (espacio que hay entre los tubérculos) cubiertas de lana blanca. Sobre ellos se asientan areolas redondeadas en las que se distinguen de 1 a 4 espinas centrales rígidas, de color blanquecino con la punta de marrón a negro que se vuelven grises con la edad y de 0,7 a 1,3 cm de largo. También tienen de 10 a 15 espinas radiales de color blanco con la punta marrón, y miden de 0,7 a 0,9 cm de largo.

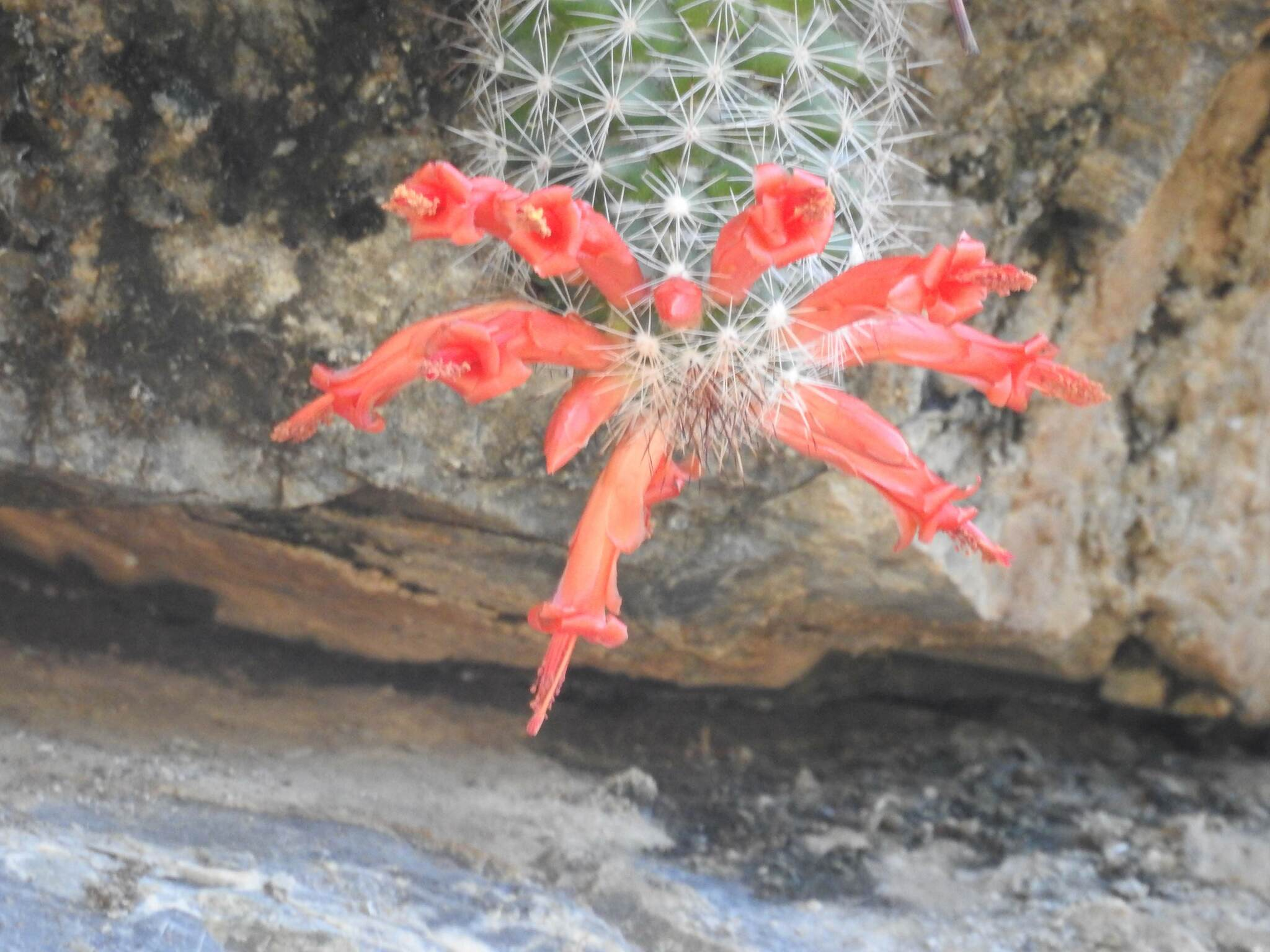
Detalle de la flor

Las flores son de color rojo escarlata, zigomórficas y miden entre 3 y 4,2 cm de largo. Tienen un tubo floral vertical largo y con los bordes torcidos. Los frutos son ovoides, de color verde a marrón rojizo y miden de 0,7 a 0,9 cm de largo. En su interior contienen semillas negras de 1,3 mm de largo.

## Distribución y hábitat

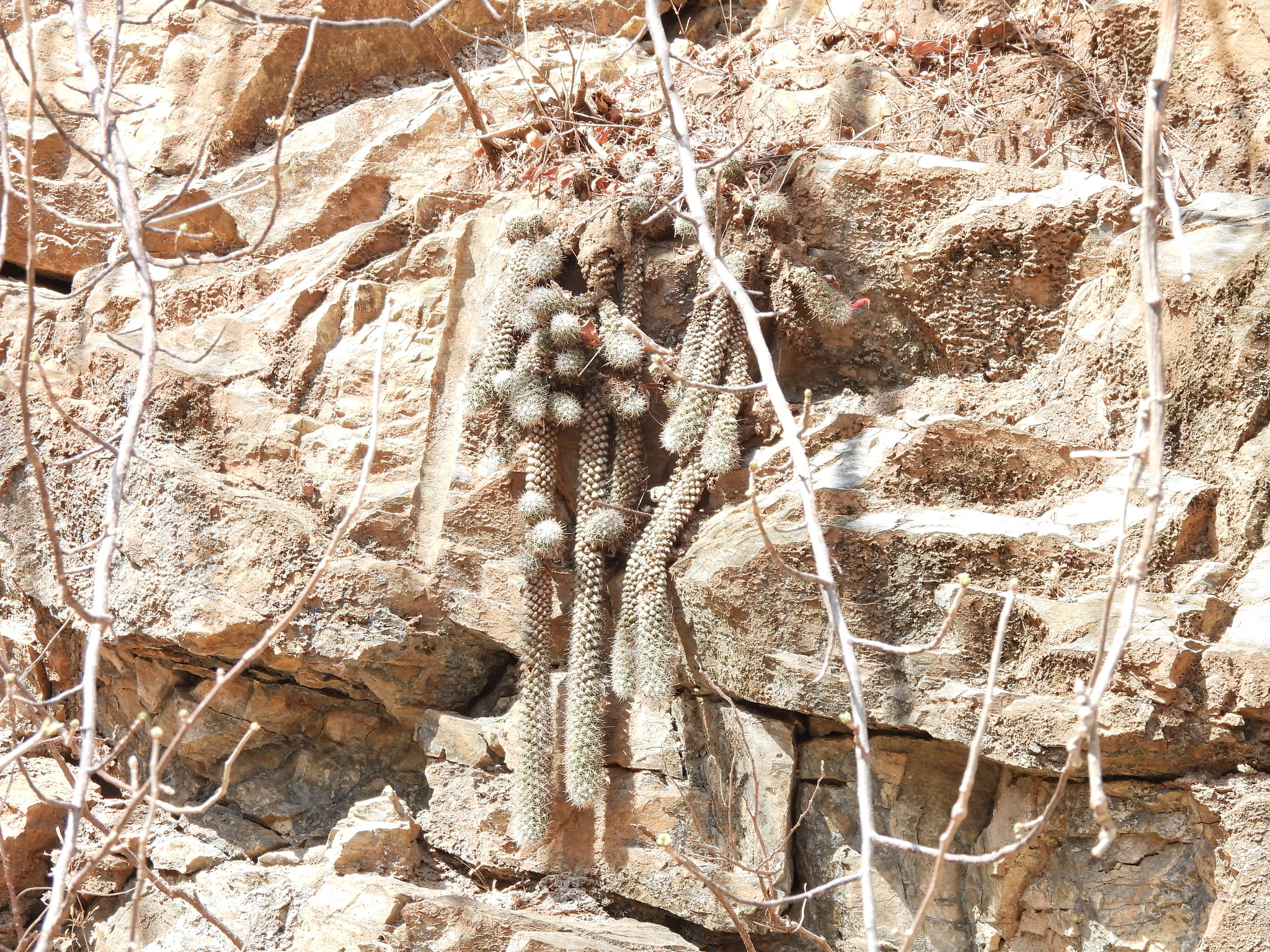
En su hábitat

El área de distribución nativa de esta especie es el noroeste de México (concretamente en el estado de Sinaloa) y crece principalmente en biomas desérticos o de matorrales secos, a elevaciones entre 300 y 325 metros de altitud, en pendientes suaves cerca de la transición de la costa del Pacífico a la Sierra Madre Occidental.

## Taxonomía
Cochemiea thomasii fue descrita por los botánicos Leccinum Jesús García-Morales, Rodrigo González, Jesús García-Jiménez y Duilio Iamonico, y publicada por primera vez en la revista científica Acta Botánica Mexicana 127 (e1626): 2 en el año 2020.
Etimología
- Cochemiea: nombre genérico que hace referencia a la tribu indígena Cochimí, que en el pasado ocupó un gran territorio de Baja California y cuya área es parte del área de distribución natural de este género.
- thomasii: epíteto específico otorgado en honor a Thomas Linzen, un estudioso alemán del género Mammillaria y descubridor de la especie.[4]

## Usos
Se cultiva principalmente como planta ornamental y su propagación se realiza a través de esquejes o semillas.